# Vilko Andronja
Vilko Androjna, slovenski pravnik, * 11. december 1913, Zgornja Vižinga, † 31. januar 1984, Ljubljana.
Diplomiral je 1937 na ljubljanski Pravni fakulteti in prav tam 1939 tudi doktoriral. V letih 1935−1936 je bil urednik Akademskega glasu. Leta 1941 je bil izseljen na Hrvaško. Po osvoboditvi se je vrnil v Slovenijo in bil od 1945 načelnik oddelka na socialnem zavarovanju v Mariboru, od 1948 načelnik oddelka na Ministrstvu za delo v Beogradu, nato je bil v Mariboru in Ljubljani med drugim sodnik Republiškega senata za prekrške, pomočnik direktorja republiškega zavoda za socialno zavarovanje in sodnik Vrhovnega sodišča Socialistične republike Slovenije (1958-1982). Napisal je več del o socialnem zavarovanju, prekrških, upravnem postopku in upravnem sporu.